# الخاندرو ریبولو
الخاندرو ریبولو (انگلیسی: Alejandro Rebollo؛ زادهٔ ۱۱ ژانویهٔ ۱۹۸۳) بازیکن فوتبال اهل اسپانیا است.
از باشگاه‌هایی که در آن بازی کرده‌است می‌توان به باشگاه فوتبال گرانادا اشاره کرد.